# マシュー・クランプトン
マシュー・ニコラス・クランプトン（Matthew Nicholas Crampton、1986年5月23日 - ）は、イングランド、マンチェスター出身の自転車競技（トラックレース）選手。愛称は、マット・クランプトン（Matt Crampton）。

## 経歴
2006年
- コモンウェルスゲームズのチームスプリントにおいて、イングランドチームの一員として2位に入る。
- 2006年～2007年シーズンのUCIトラックワールドカップクラシックスでは、モスクワとロサンゼルスの各大会で、チームスプリントのイギリスチームの一員として優勝を経験。

2008年
- 英国選手権において、スプリント、チームスプリント、ケイリン、1kmタイムトライアルの短距離系4種目完全制覇を達成。
- 故郷・マンチェスターで開催されたワールドカップ第1戦の公開種目として行なわれたインターナショナルケイリンにおいて優勝。

2009年
- トラックレース世界選手権のチームスプリントでは、怪我で欠場を余儀なくされたクリス・ホイの代役としてイギリスチームの一員として出場し、2位に入った。
- 同年4月から9月まで、競輪選手としての短期登録免許を取得。通算戦績26戦10勝、優勝2回。なお短期登録は2年間のため2010年も引き続き出走。

2010年
- 競輪では、33戦21勝2着3回、優勝5回。
- UCIトラックワールドカップ2010-2011
  - メルボルン - チームスプリント 優勝

2011年
- 世界選手権
  - チームスプリントでは当初3位だったが、フランス自転車競技連盟(FFC)が2011年11月8日、グレゴリー・ボジェに対し、18ヶ月間の期間中、2回、競技外ドーピングを行わなかったとして2012年1月6日、2010年12月23日〜2011年12月22日まで1年間の出場停止処分とする内示を提示していたが、これを受け国際自転車競技連合(UCI)は、2011年のトラックレース世界選手権におけるスプリント及びチームスプリント、さらに同年のフランス選手権のスプリントにおける優勝記録を抹消することを公表した[1]ため、2位に繰り上がった。
  - ケイリン 4位